# Phường 1, thành phố Bạc Liêu
Phường 1 là một phường cũ thuộc thành phố Bạc Liêu, tỉnh Bạc Liêu, Việt Nam.

## Địa lý
Phường 1 nằm ở phía bắc thành phố Bạc Liêu, có vị trí địa lý:
- Phía đông giáp xã Vĩnh Trạch và huyện Vĩnh Lợi
- Phía tây giáp Phường 7
- Phía nam giáp Phường 3 và Phường 5
- Phía bắc giáp huyện Vĩnh Lợi.

Phường 1 có diện tích 5,98 km², dân số năm 2022 là 23.208 người, mật độ dân số đạt 3.880 người/km².

## Hành chính
Phường 1 được chia thành 7 khóm: 1, 5, 6, 7, 8, 9, 10.

## Lịch sử
Sau năm 1975, Phường 1 thuộc thị xã Bạc Liêu, tỉnh Bạc Liêu.
Ngày 29 tháng 12 năm 1978, Hội đồng Chính phủ ban hành Quyết định số 326-CP. Theo đó, Phường 1 thuộc thị xã Minh Hải, tỉnh Minh Hải.
Ngày 17 tháng 5 năm 1984, Hội đồng Bộ trưởng ban hành Quyết định số 75-HĐBT về việc đổi tên thị xã Minh Hải thành thị xã Bạc Liêu thuộc tỉnh Minh Hải. Khi đó, Phường 1 thuộc thị xã Bạc Liêu.
Ngày 2 tháng 2 năm 1991, Ban Tổ chức Chính phủ ban hành Quyết định số 51/QĐ-TCCP về việc giải thể Phường 1 để sáp nhập vào địa bàn Phường 3 và Phường 8.
Ngày 13 tháng 5 năm 2002, Chính phủ ban hành Nghị định số 55/2002/NĐ-CP về việc thành lập Phường 1 trên cơ sở điều chỉnh 582,6 ha diện tích tự nhiên và 17.568 nhân khẩu của Phường 7.
Ngày 27 tháng 8 năm 2010, Chính phủ ban hành Nghị quyết số 32/NQ-CP về việc thành lập thành phố Bạc Liêu thuộc tỉnh Bạc Liêu. Phường 1 trực thuộc thành phố Bạc Liêu.
Ngày 19 tháng 8 năm 2016, Phường 1 được công nhận phường đạt chuẩn văn minh đô thị.

## Du lịch
- Quảng trường Hùng Vương: Đường Nguyễn Tất Thành, khóm 7

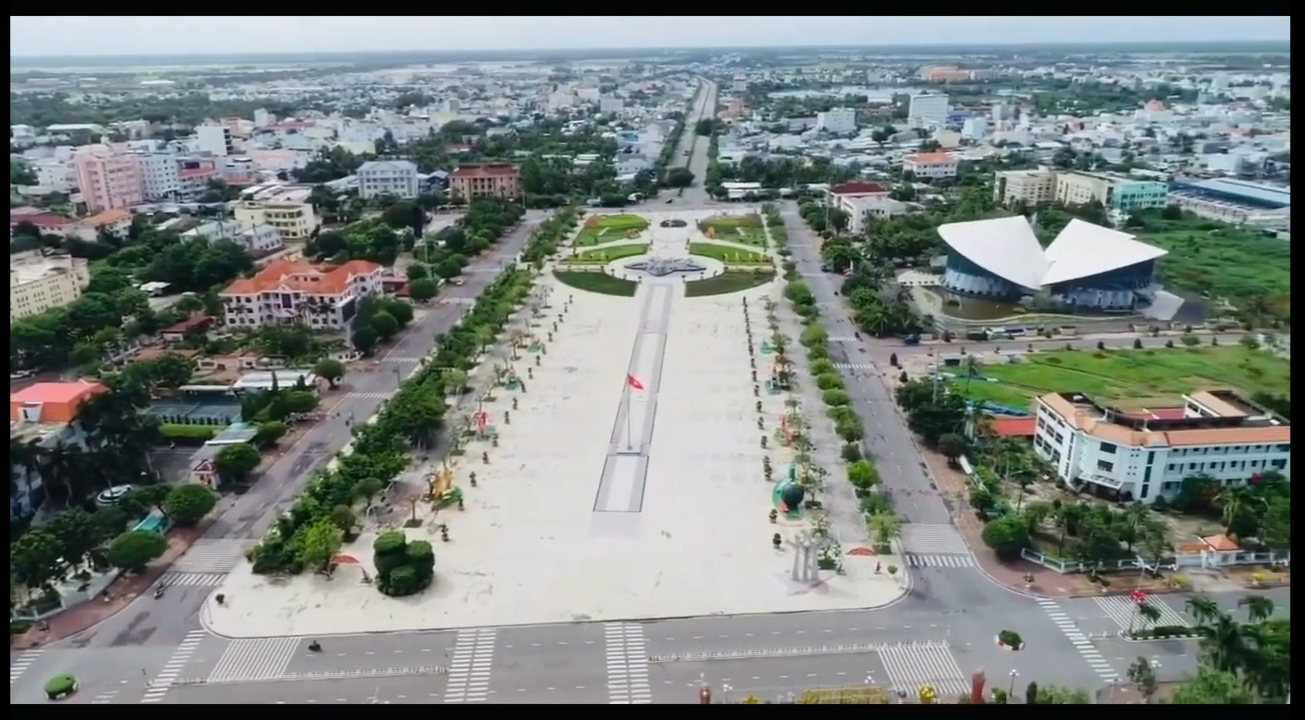
Toàn cảnh Quảng trường Hùng Vương nhìn từ trên cao theo hướng đường Nguyễn Tất Thành

- Khu du lịch sinh thái Hồ Nam - Bạc Liêu: Số 01, đường Trần Quang Diệu, khóm 10.

## Giao thông
| STT | Tên đường          | Ghi chú       |
| --- | ------------------ | ------------- |
| 1   | Quốc lộ 1          |               |
| 2   | Đường Nam Sông Hậu | Tôn Đức Thắng |
| 3   | Hùng Vương         |               |
| 4   | Trần Phú           |               |
| 5   | 3 tháng 2          |               |
| 6   | Nguyễn Tất Thành   |               |
| 7   | Hòa Bình           |               |
| 8   | Nguyễn Văn Linh    |               |
| 9   | Trần Huỳnh         |               |
| 10  | Lê Duẩn            |               |
| 11  | Lê Lợi             |               |
| 12  | Nguyễn Thái Học    |               |
| 13  | Hương Lộ 6         |               |
| 14  | Nguyễn Thị Định    |               |
| 15  | Nguyễn Công Tộc    |               |
| 16  | Cách Mạng          |               |
| 17  | Tăng Hồng Phúc     |               |
| 18  | Châu Văn Đặng      |               |
| 19  | Hoàng Diệu         |               |
| 20  | Trần Văn Ơn        |               |
| 21  | Phan Đình Giót     |               |
| 22  | Ngô Quang Nhã      |               |
| 23  | Lê Khắc Xương      |               |
| 24  | Trần Quang Diệu    |               |
| 25  | Nguyễn Chí Thanh   |               |
| 26  | Nguyễn Thái Bình   |               |
| 27  | Phạm Hồng Thám     |               |
| 28  | Bùi Thị Xuân       |               |
| 29  | Trần Quang Diệu    |               |
| 30  | Lê Trọng Tấn       |               |

## Hình ảnh

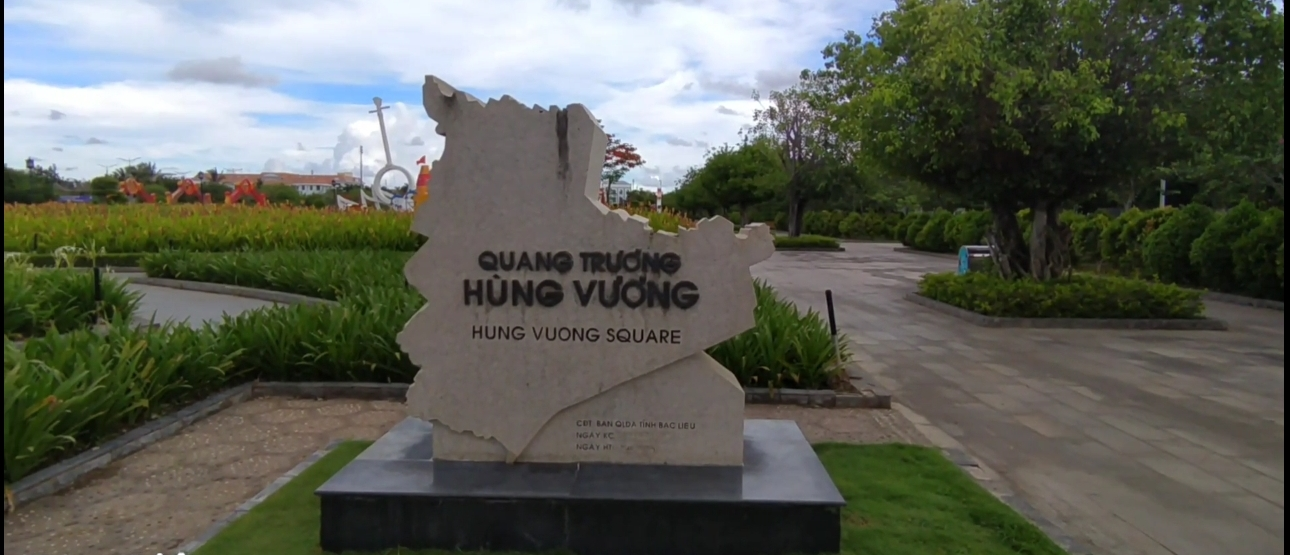
Bản đồ đá tỉnh Bạc Liêu
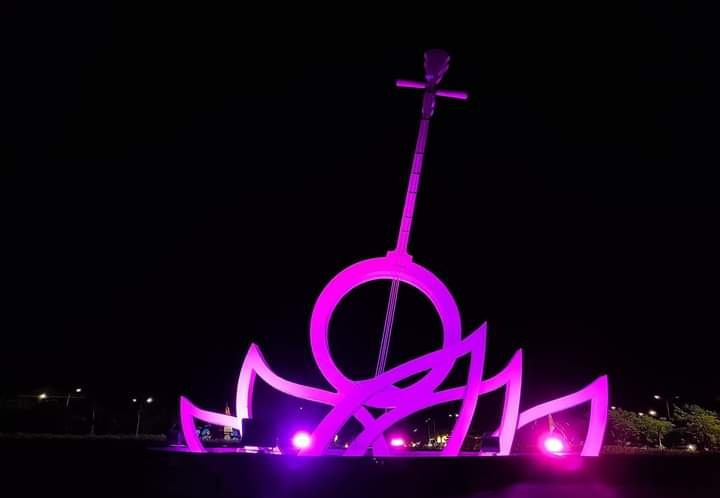
Cây đờn kìm về đêm 1
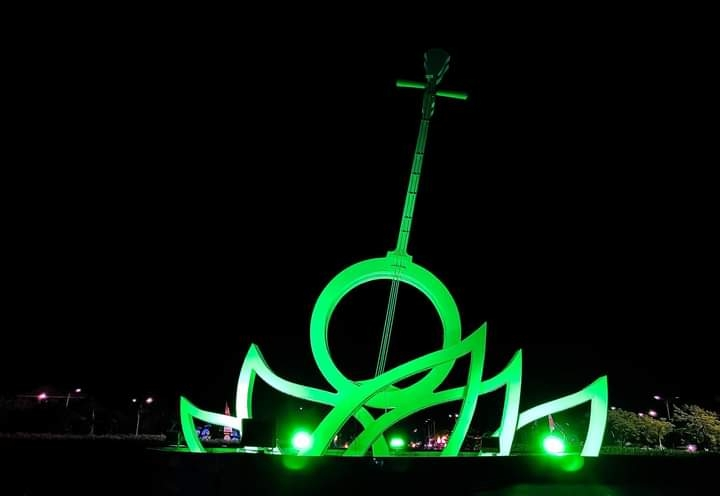
Cây đờn kìm về đêm 2
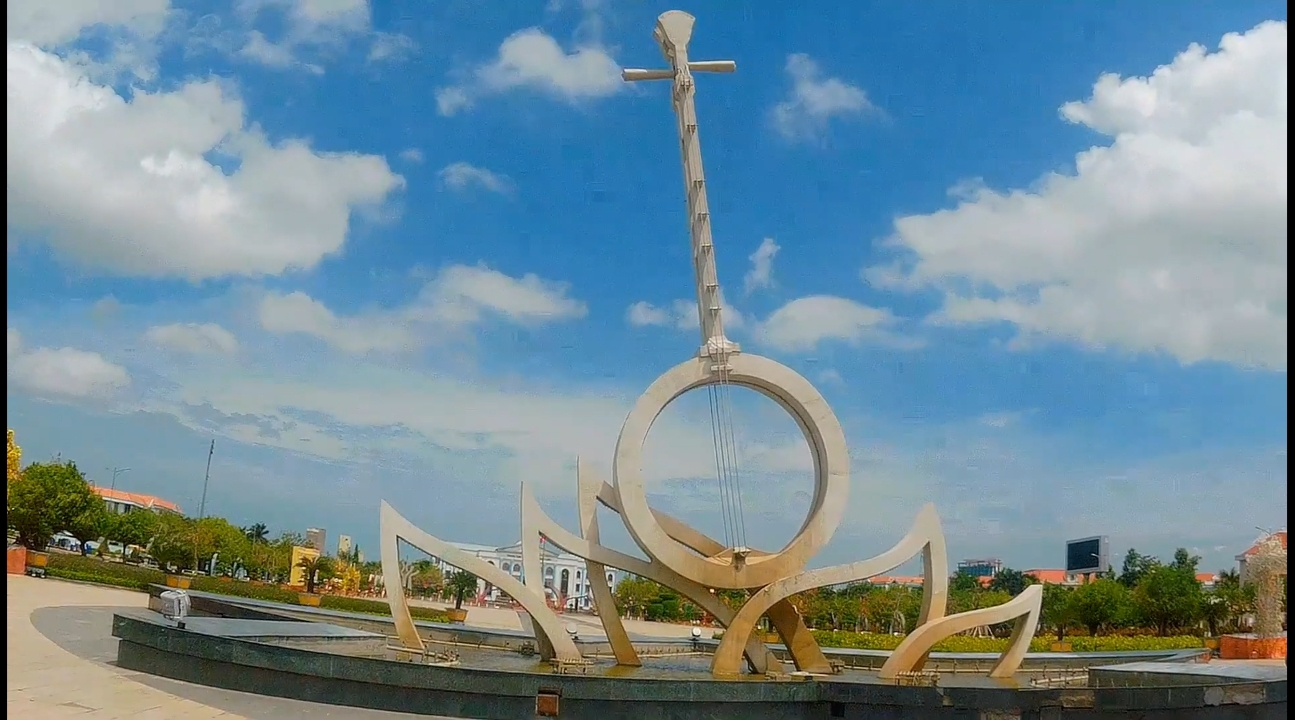
Biểu tượng cây đờn kìm
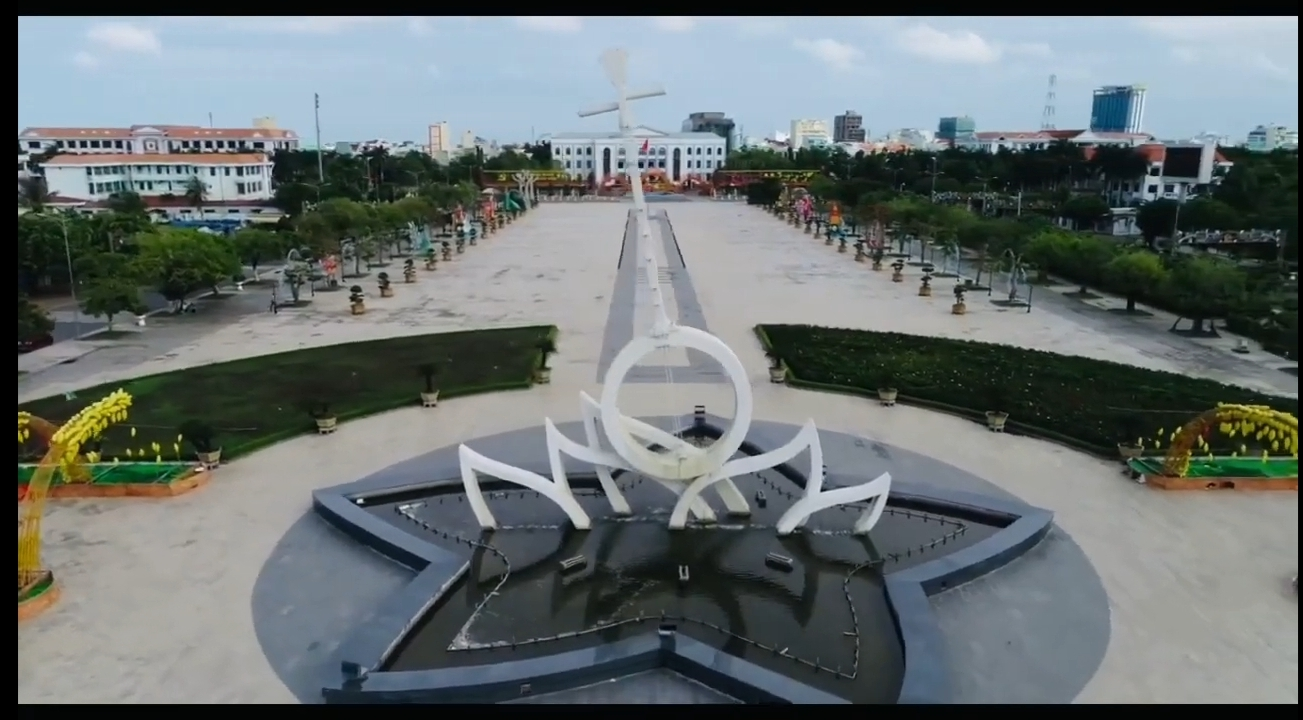
Cây đờn kìm nhìn từ đường Nguyễn Tất Thành
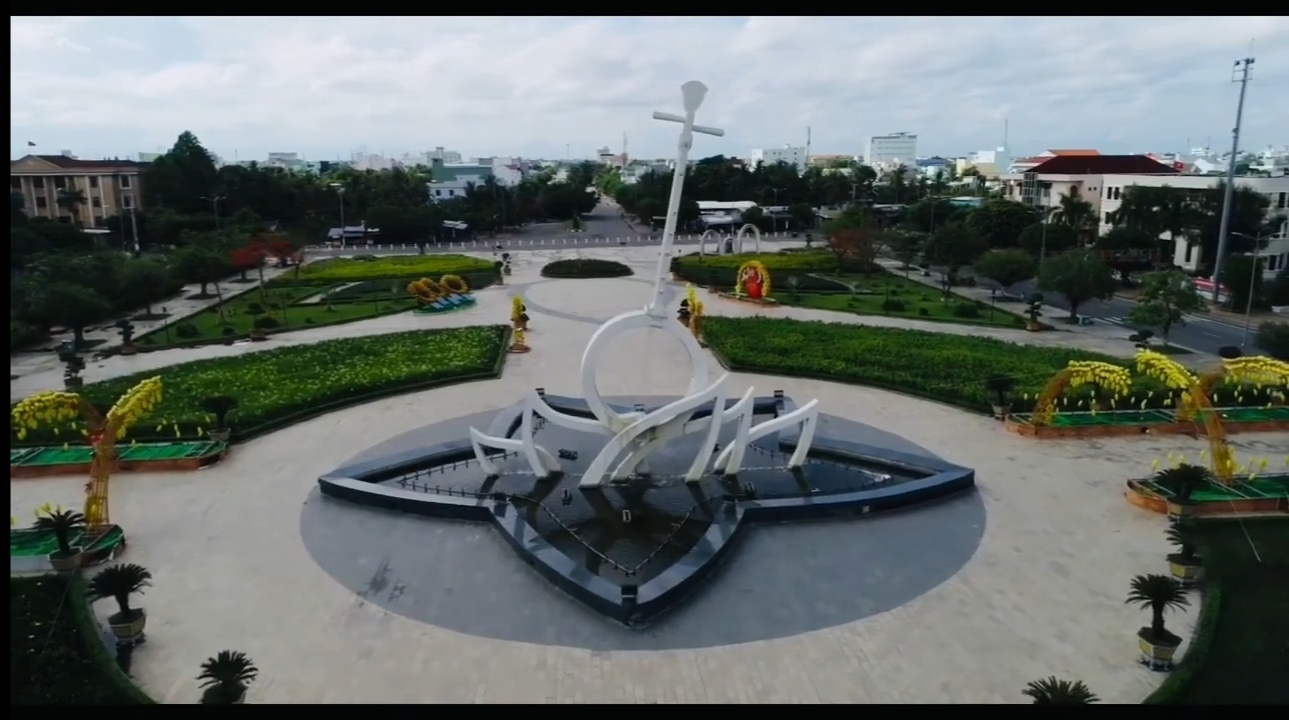
Cây đờn kìm nhìn từ đường Trần Huỳnh
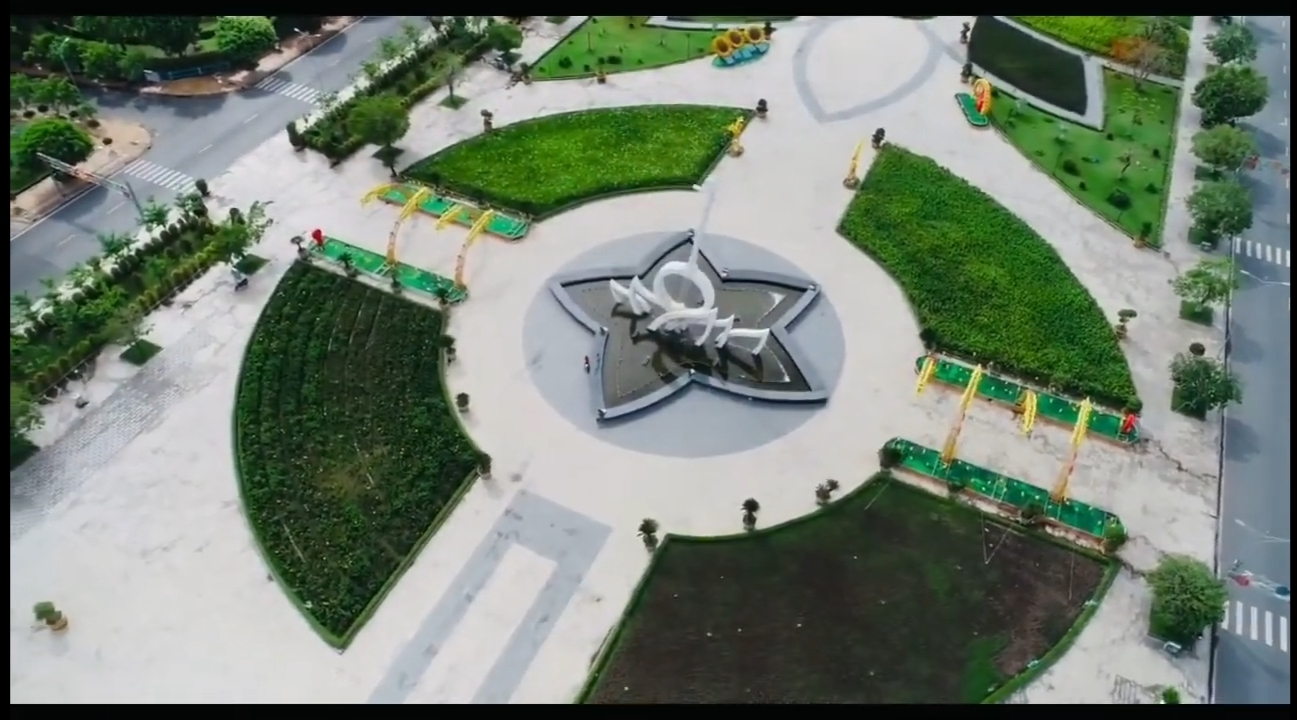
Cây đờn kìm nhìn từ trên cao
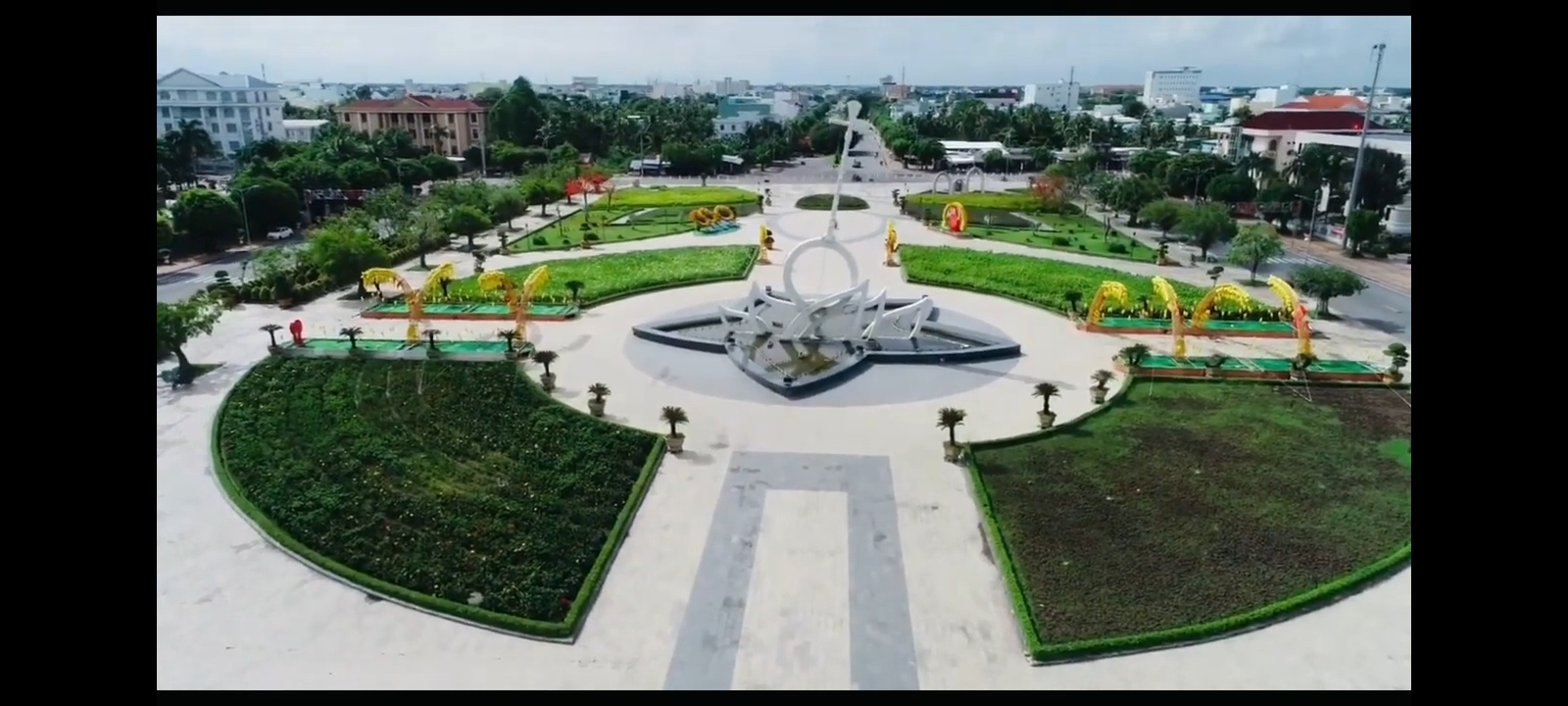
Toàn cảnh trung tâm cây đờn kìm
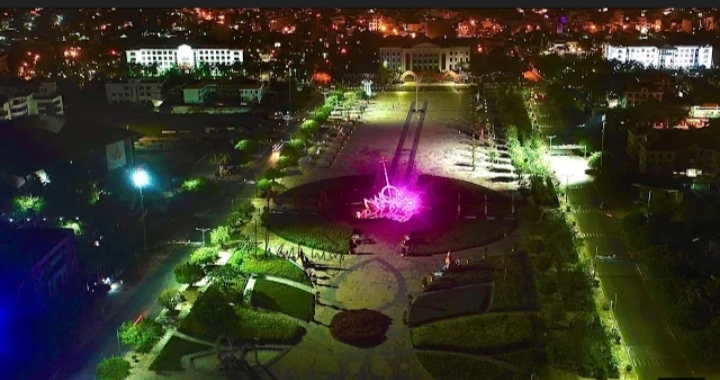
Quảng trường Hùng Vương về đêm 1
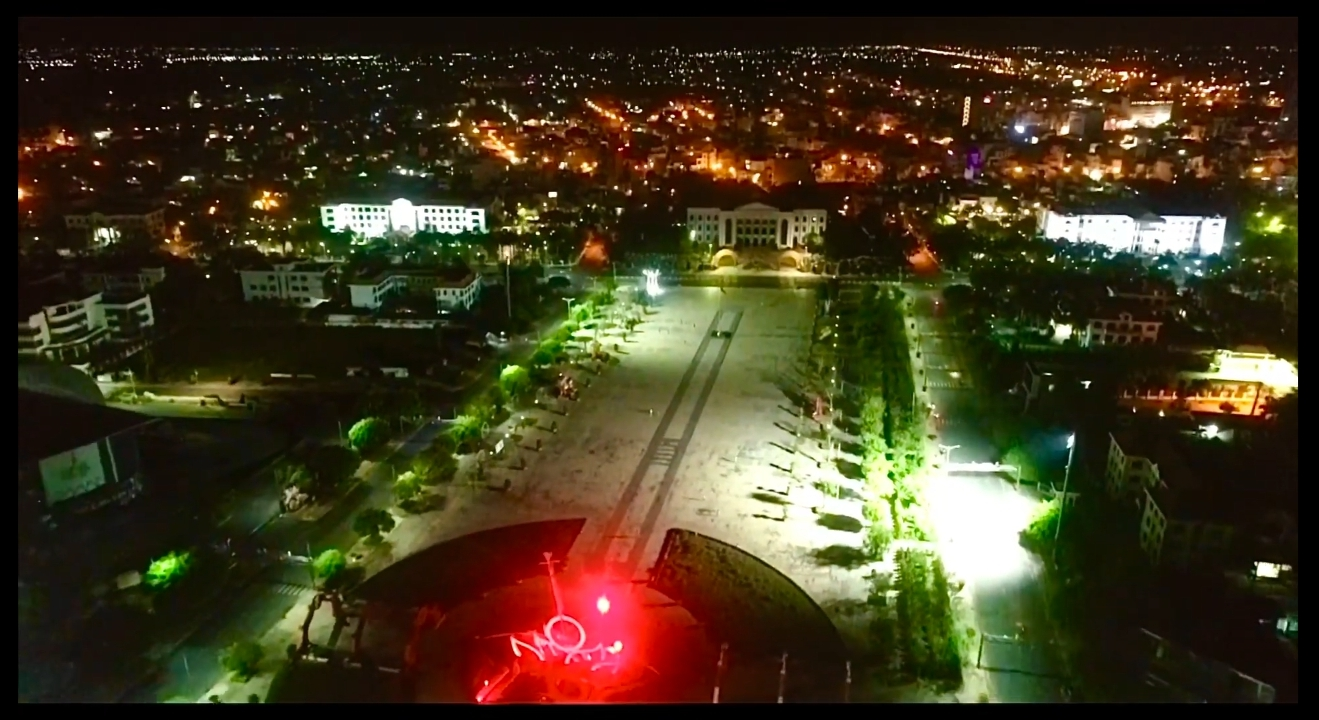
Quảng trường Hùng Vương về đêm 2
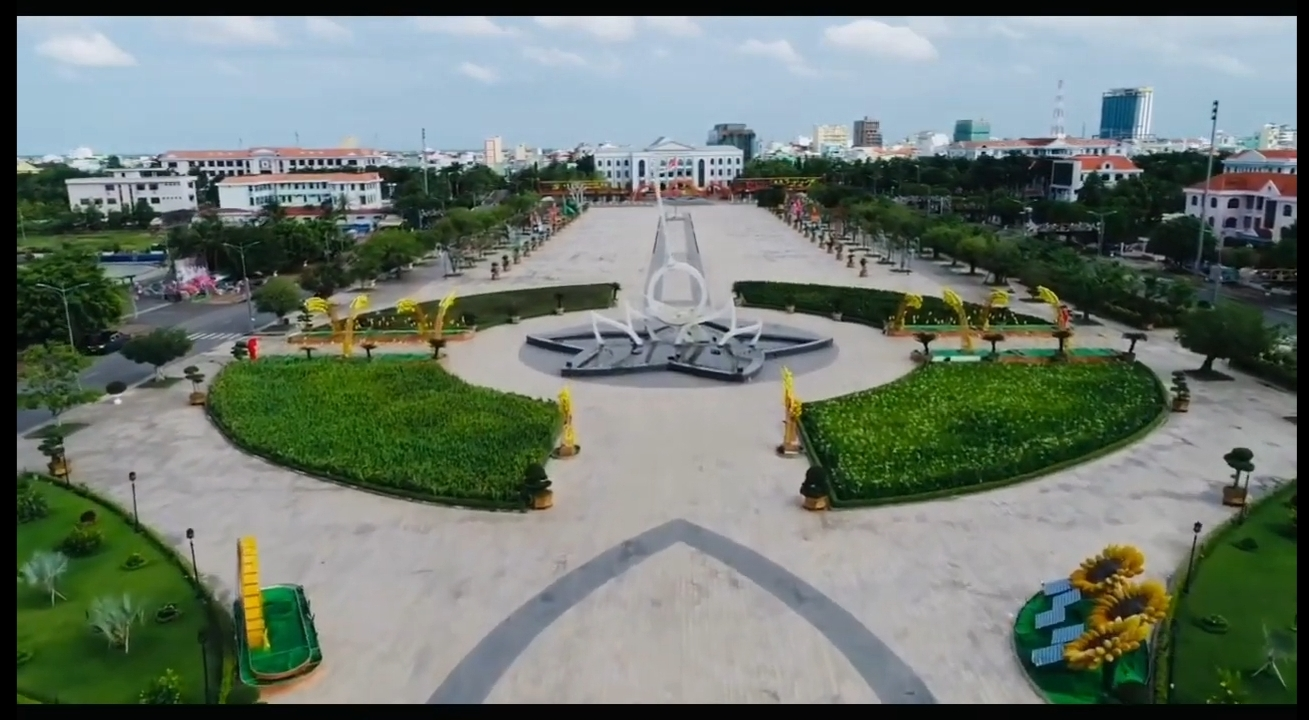
Một góc của cây đờn kìm
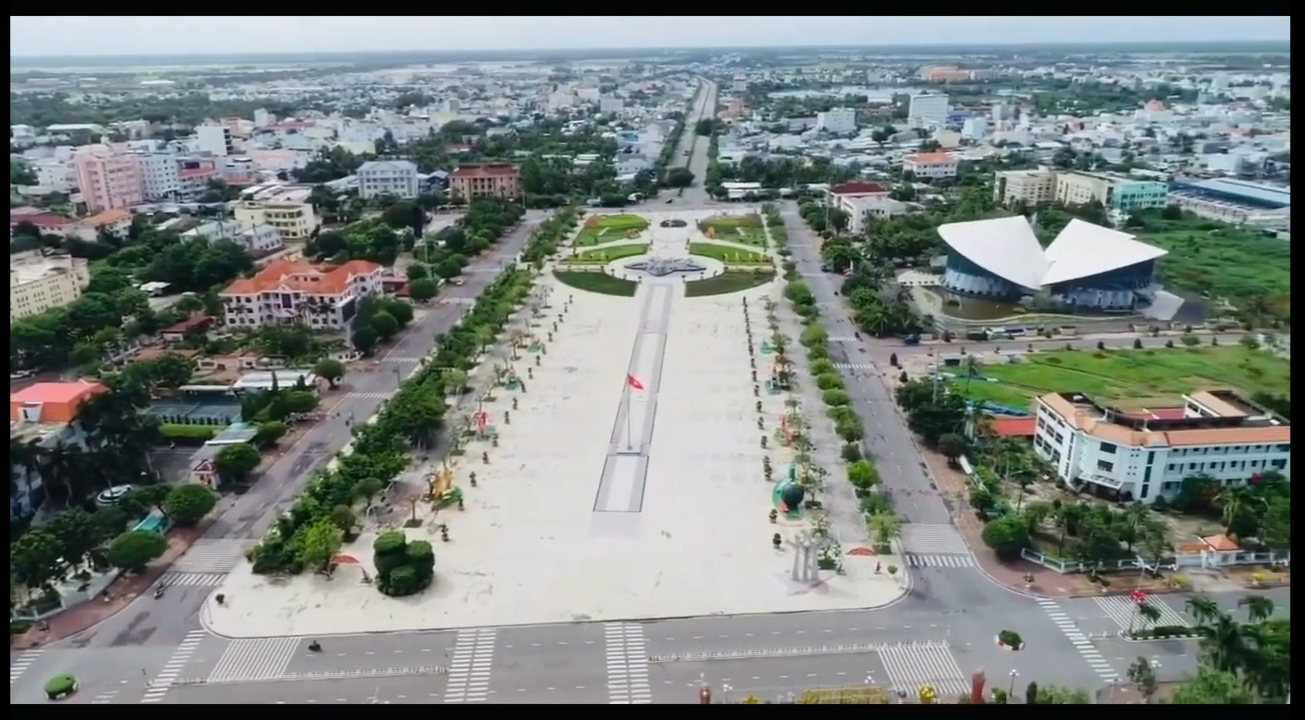
Toàn cảnh Quảng trường Hùng Vương nhìn từ trên cao theo hướng đường Nguyễn Tất Thành
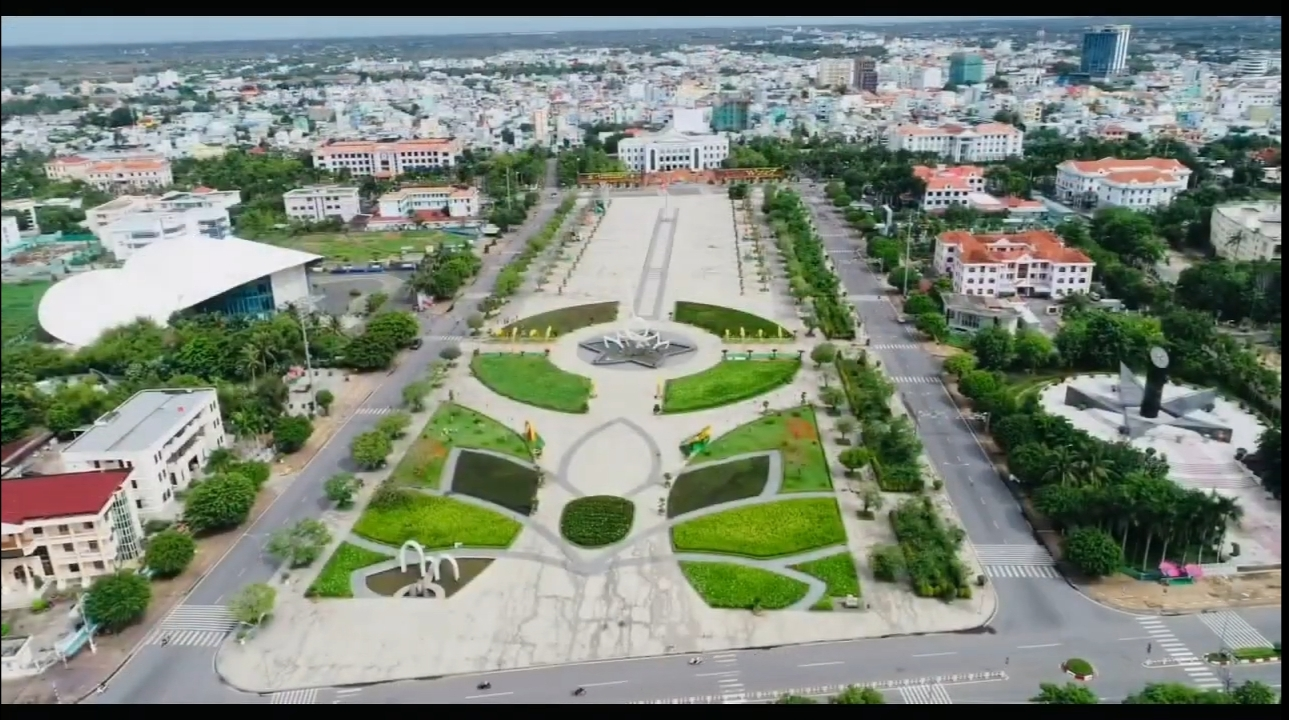
Toàn cảnh Quảng trường Hùng Vương nhìn từ trên cao theo hướng đường Trần Huỳnh
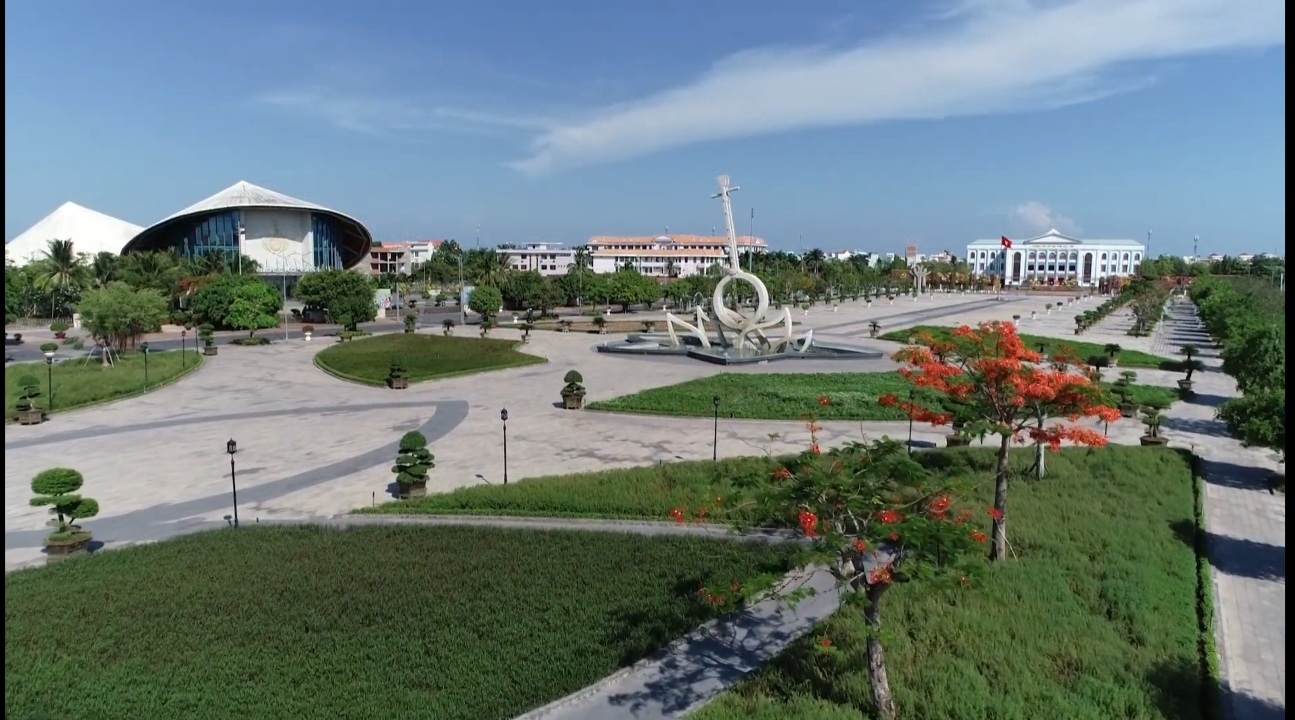
Một góc Quảng trường Hùng Vương
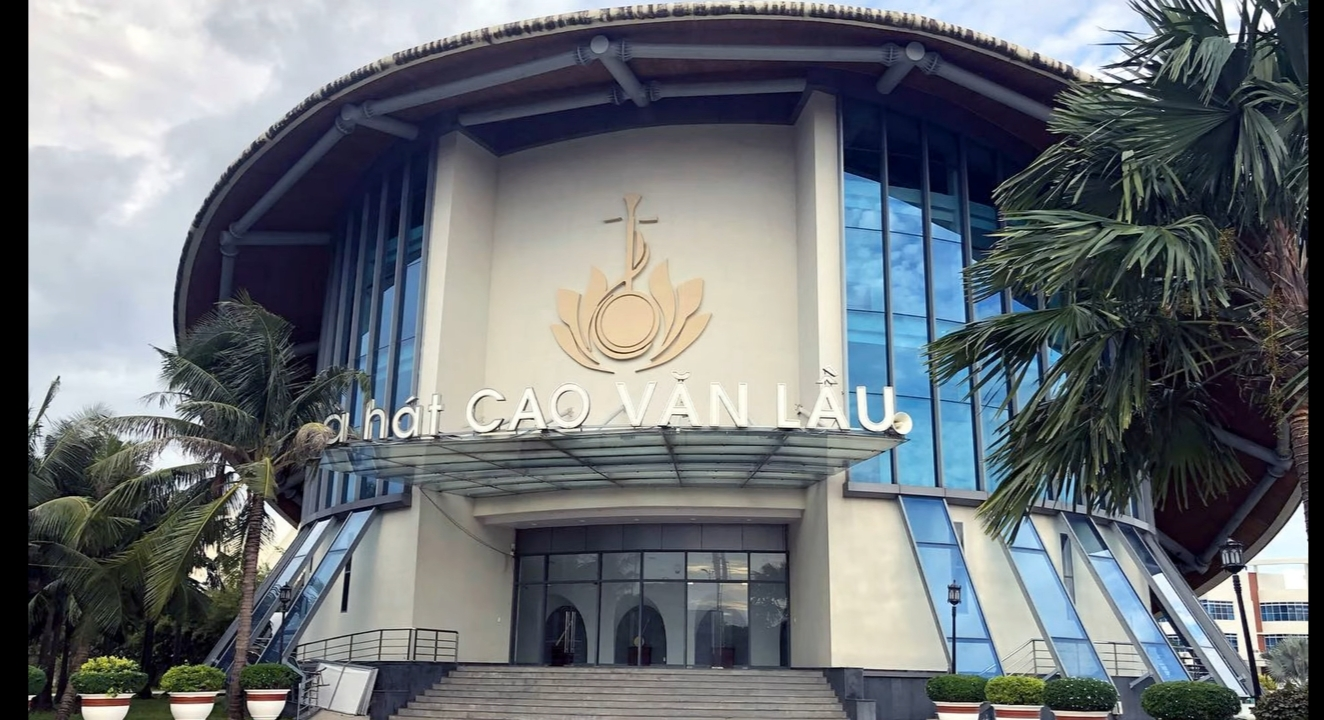
Nhà hát Cao Văn Lầu
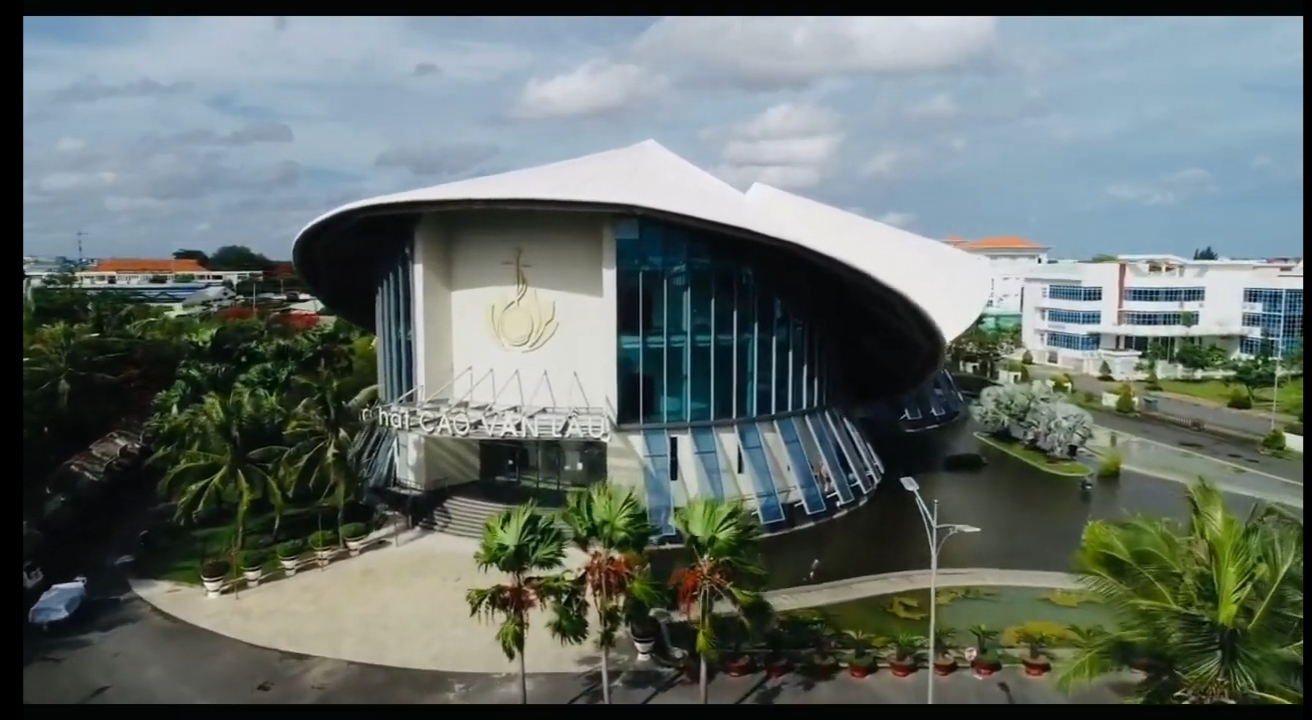
Nhà hát Cao Văn Lầu mặt chính
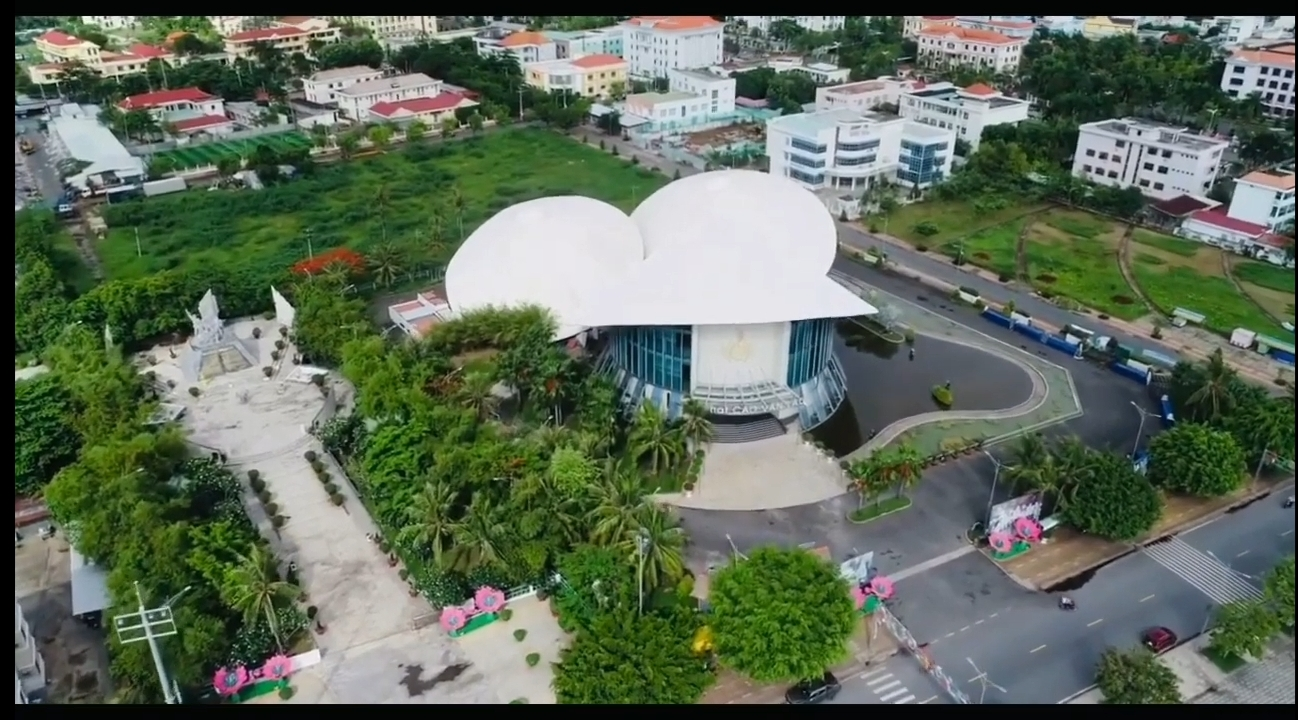
Nhà hát Cao Văn Lầu nhìn từ trên cao
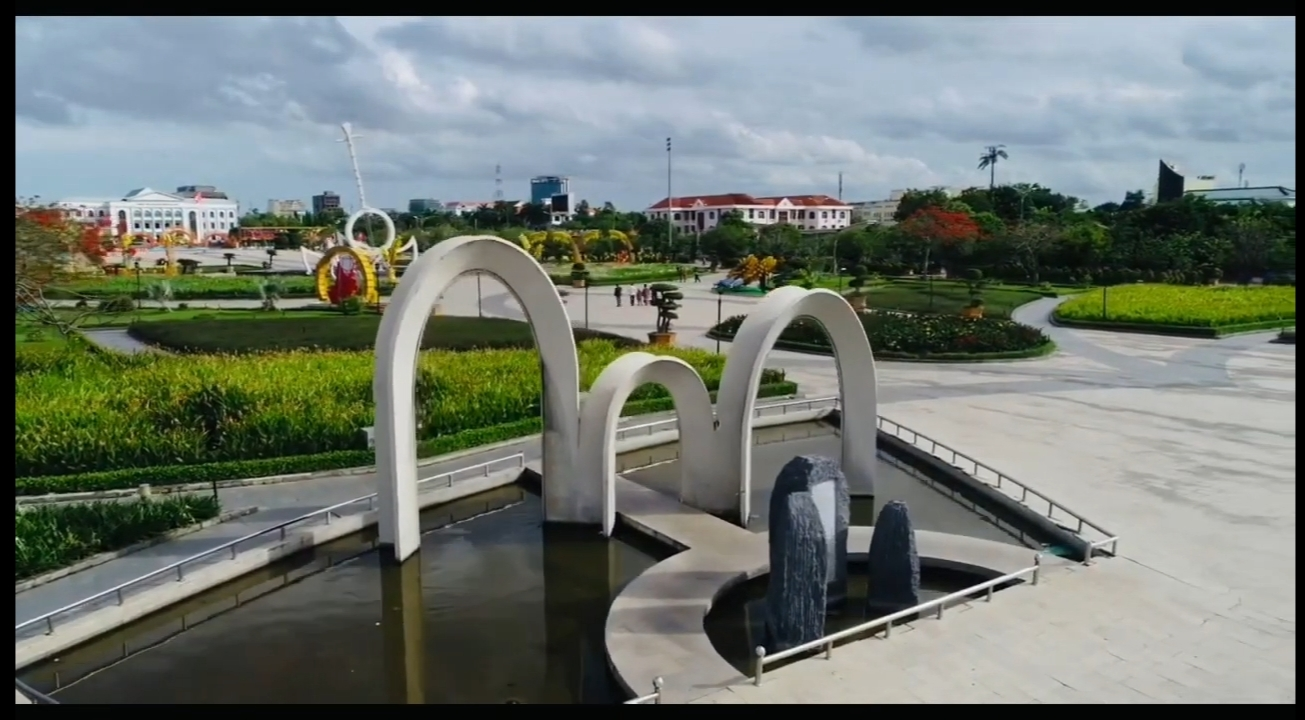
Biểu tượng kết nghĩa Bạc Liêu – Ninh Bình mặt chính
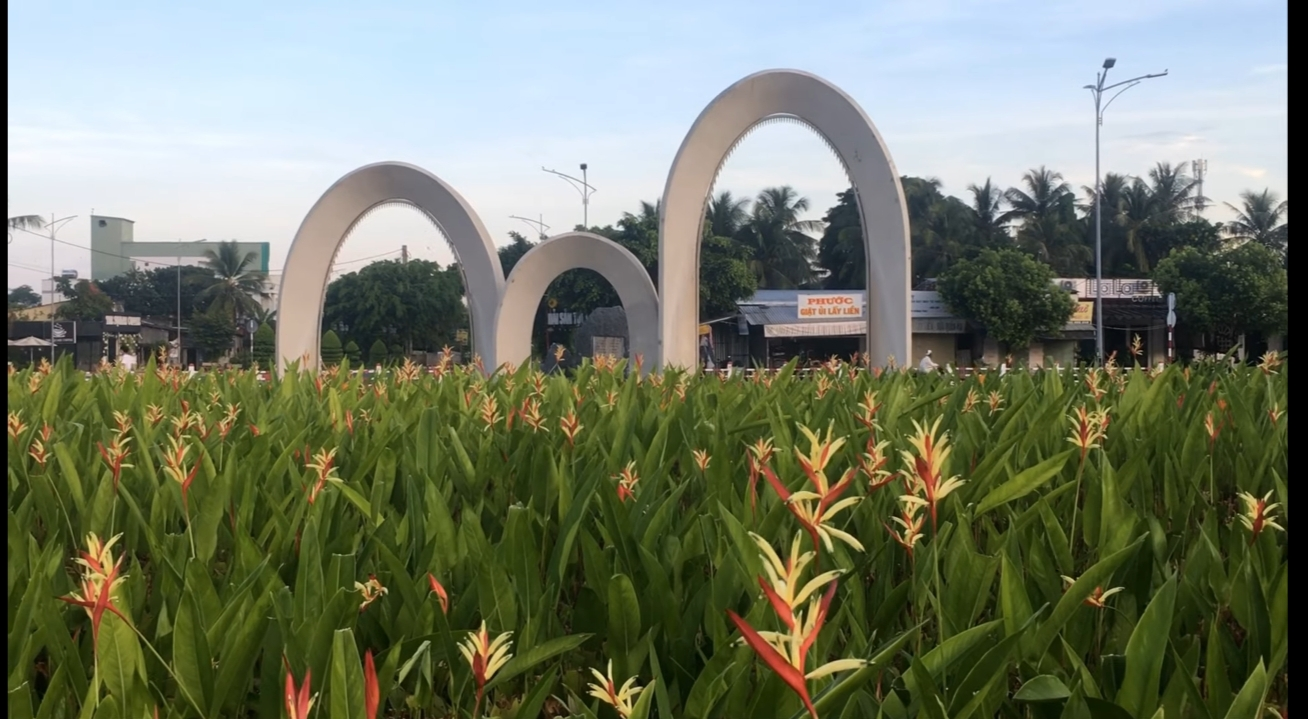
Biểu tượng kết nghĩa Bạc Liêu – Ninh Bình mặt sau
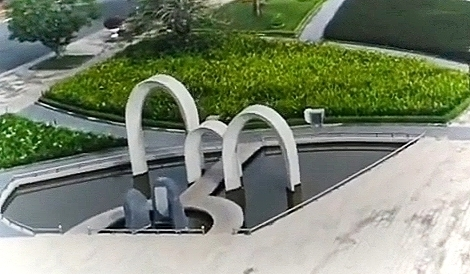
Biểu tượng kết nghĩa Bạc Liêu – Ninh Bình